# Alena Vránová
Alena Vránová, provdaná Kohoutová, později Rážová (* 30. července 1932 Praha), je česká herečka, známá je z rolí ve filmech Hrátky s čertem, Pyšná princezna, Dovolená s Andělem a seriálech Byl jednou jeden dům, Ulice, Vlak dětství a naděje, Kde padají hvězdy, Obchoďák či Svatby v Benátkách. Měla dceru Markétu a od ní má vnučku Terezu, která zpívá ve skupině Yellow Sisters, a od ní má tři pravnuky.

## Biografie
V pěti letech jí zemřel otec, s matkou se přestěhovala do jihočeských Radostic, do obecné školy chodila pěšky do Ledenic. Po válce se matka podruhé vdala a rodina se dvěma dcerami se přestěhovala do Prahy Braníka, kde jako dítě poprvé vystupovala v divadle. 
Jako dítě navštěvovala Dismanův rozhlasový dětský soubor, několikrát již tehdy pohostinsky vystupovala v dětských rolích ve Vinohradském divadle. V letech 1949–1953  vystudovala DAMU. Po studiu dostala umístěnku do Benešovského divadla. Tehdy dostala první nabídku na roli ve filmu Pyšná princezna.
Při natáčení dostala nabídku Jana Wericha a hned po vzniku jeho Divadla ABC v něm hrála. Příležitostně vystupovala v Československé televizi jako programová hlasatelka.
Po připojení Divadla ABC v roce 1962 k Městským divadlům pražským zde pokračovala dalších 30 let (1962–1992). Později hrála v Divadle Ungelt, Reduta a Palace.
V roce 1997 obdržela cenu Thálie za roli ve hře Arnolda Weskera: Bouřlivé jaro.

## Divadelní role, výběr
- 1955 V+W: Caesar, Onomatopoe/Kleopatra, Divadlo satiry, režie Miloš Nedbal j. h.
- 1963 Lope de Vega: Svůdná Fenisa, Fenisa, Divadlo ABC, režie E. Němec
- 1965 Friedrich Dürrenmatt: Romulus Veliký, Rea, Komorní divadlo, režie Václav Hudeček
- 1968 Jan Drda: Hrátky s čertem, Káča, Divadlo komedie, režie Ivan Weiss
- 1969 Edward Albee: Křehká rovnováha, Julie, Komorní divadlo, režie Ivan Weiss
- 1972 William Shakespeare: Král Richard II., Královna, Komorní divadlo, režie Ota Ornest

- 1993 Jiří Just: Lásko má, ty nevíš (zájezdové představení)
- 1995 Páni mají radši blondýnky, adaptace a režie Karel Smyczek
- 1996 Árpád Göncz: Medea
- 1997 Arnold Wesker: Bouřlivé jaro, Gertruda Matthews, Divadlo Ungelt, režie Ladislav Smoček (200 repríz)[5]

## Filmy a seriály
| Rok  | Název                          | Postava                         |
| ---- | ------------------------------ | ------------------------------- |
| 1948 | O ševci Matoušovi              | copatá dívka                    |
| 1949 | Pan Novák                      | Danina kamarádka                |
| 1952 | Pyšná princezna                | princezna Krasomila             |
| 1952 | Dovolená s Andělem             | učitelka v mateřské školce      |
| 1953 | Severní přístav                | Helena                          |
| 1955 | Hudba z Marsu                  | sekretářka ředitele             |
| 1956 | Vina Vladimíra Olmera          | Helena                          |
| 1956 | Hrátky s čertem                | princezna Dišperanda            |
| 1956 | Ztracenci                      | Baruška                         |
| 1956 | Muži v povětří                 | Manka                           |
| 1956 | Sny na neděli                  | Jana                            |
| 1959 | Konec cesty                    | Eva Kostková                    |
| 1960 | Chlap jako hora                | Katka Nováková                  |
| 1961 | Magdaléna Dobromila Rettigová  | Lenka                           |
| 1964 | Prípad pre obhájcu             | soudkyně JUDr. Magda Formánková |
| 1964 | Třiatřicet stříbrných křepelek | Jarka Hanáková                  |
| 1969 | Trapasy                        |                                 |
| 1970 | Svatá hříšnice                 | Irma                            |
| 1971 | Vím, že jsi vrah               | Eva Simonová                    |
| 1973 | Kronika žhavého léta           | Alena Zimová                    |
| 1974 | Růžová sobota                  | Špačková, manželka              |
| 1977 | Já to tedy beru, šéfe!         | Myriam Hornová                  |
| 1977 | Žena za pultem – 5. díl        | Zinová                          |
| 1978 | Léto s Venuší – 2. díl         | Maříková                        |
| 1978 | Podezřelé okolnosti            | Norma                           |
| 1978 | Já už budu hodný, dědečku!     | Olga Bergnerová                 |
| 1979 | Dnes v jednom domě             | Miriam Zezulová                 |
| 1980 | Causa Králík                   | Lukášková                       |
| 1984 | Povídky malostranské           | Perálková                       |
| 1985 | Když hraje klarinet            | královna                        |
| 1988 | Kamarád do deště               | Vlastička                       |
| 1989 | Vlak dětství a naděje          | úřednice Breberová              |
| 1992 | Hurá, žijeme                   | Klappeckeová                    |
| 1994 | Díky za každé nové ráno        | matka Olgy                      |
| 1996 | Kde padají hvězdy              | babička Veselá                  |
| 1996 | Poe a vražda krásné dívky      | Phoebe Rogersová                |
| 2002 | Andělská tvář                  | Madame Pinaudová                |
| 2004 | Josef a Ly                     | zákaznice                       |
| 2005 | Náves                          | Jiřina Křepelková               |
| 2006 | Ségry                          | Jiřina Křepelková               |
| 2006 | Krásný čas                     | matka                           |
| 2006 | Blonďák                        | Jiřina Křepelková               |
| 2006 | Komedianti                     | Jiřina Křepelková               |
| 2006 | Třešňové květy                 | Jiřina Křepelková               |
| 2006 | Hráč                           | Jiřina Křepelková               |
| 2006 | Nepožádáš pastýře svého        | Jiřina Křepelková               |
| 2007 | Vratné lahve                   | ředitelka školy                 |
| 2007 | Kdo hledá, najde               | Tonka                           |
| 2012 | Školní výlet                   |                                 |
| 2012 | Život je ples                  |                                 |

## Televize
- 1971 Klícka (TV filmová komedie) – role: dcera Blanka Kučerová
- 1971 Růže a prsten (TV pohádka) – role: hraběnka Rafantová
- 1971 Mrtvý princ (TV pohádka) – role: sestřenka
- 1972 Bližní na tapetě (TV cyklus mikrokomedií Malé justiční omyly) – role: komentátorka (11. příběh: Belle-Mére)
- 1974 Byl jednou jeden dům (TV seriál) – role: Klára Nerudná
- 1974 30 případů majora Zemana (TV seriál) – role: zdravotní sestra Dáša Krčmová (3. díl/příběh z roku 1947: Loupež sladkého „i“), Vlastička Břízová (19. díl/příběh z roku 1962: Třetí housle – natočeno jako komedie v roce 1976)
- 1975 Recepty doktora Kudrny (TV komedie) – role: MUDr. Slávka Lacinová
- 1975 Chalupáři (TV seriál) – role: paní Míla
- 1988 Hodina angličtiny (TV inscenace hry) – role: učitelka angličtiny Majerová
- 2012 Obchoďák (TV seriál) – role: Milada Plavcová
- 2014 Svatby v Benátkách (TV seriál) – role: domovnice Eva Krejzová

## Ocenění
- Dne 25. března 2017 obdržela Cenu Thálie 2016 za celoživotní činoherní mistrovství.[6][7]